# Crisantophis nevermanni
Crisantophis nevermanni es una especie de serpiente que pertenece a la familia Dipsadidae y al género monotípico Crisantophis. Es nativo de Guatemala, El Salvador, Honduras, Nicaragua y el noroeste de Costa Rica. Su hábitat se compone de bosque árido, seco y húmedo de tierras bajas, a menudo cerca de corrientes de agua. Su rango altitudinal oscila entre 0 y 1385 m s. n. m.. Es una serpiente diurna y terrestre que se alimenta principalmente de lagartijas y ranas.